# Capilla de la Gruta de la Leche
La Capilla de la Gruta de la Leche también llamada simplemente Gruta de la Leche o Gruta de Nuestra Señora (en latín: Crypta lactea; en árabe: مغارةآلسثئ) es el nombre que recibe un edificio religioso católico que se encuentra en la ciudad de Belén en Cisjordania en los Territorios Palestinos,  específicamente en el desierto de Judea. Desde la antigüedad, el lugar ha sido un centro de peregrinación cristiana, propiedad de la Custodia de Tierra Santa, un santuario mariano e iglesia monasterio de la orden de los franciscanos.

## Significado
La tradición cristiana afirma que es el lugar donde la Sagrada Familia encontró refugio durante la matanza de los inocentes, antes de que pudieran huir a Egipto. El nombre se deriva de la historia de que una gota de leche de la Virgen María cayó en el suelo de la cueva y cambió su color a blanco. Debido a esto, piedras de la gruta (formadas de carbonato de calcio), eran consideradas reliquia en los primeros siglos pues, al diluirlas en agua, tomaban un aspecto lechoso. El santuario levantado en este lugar es utilizado por las mujeres que piden a la Virgen les mejore la calidad de su leche materna.

## Historia

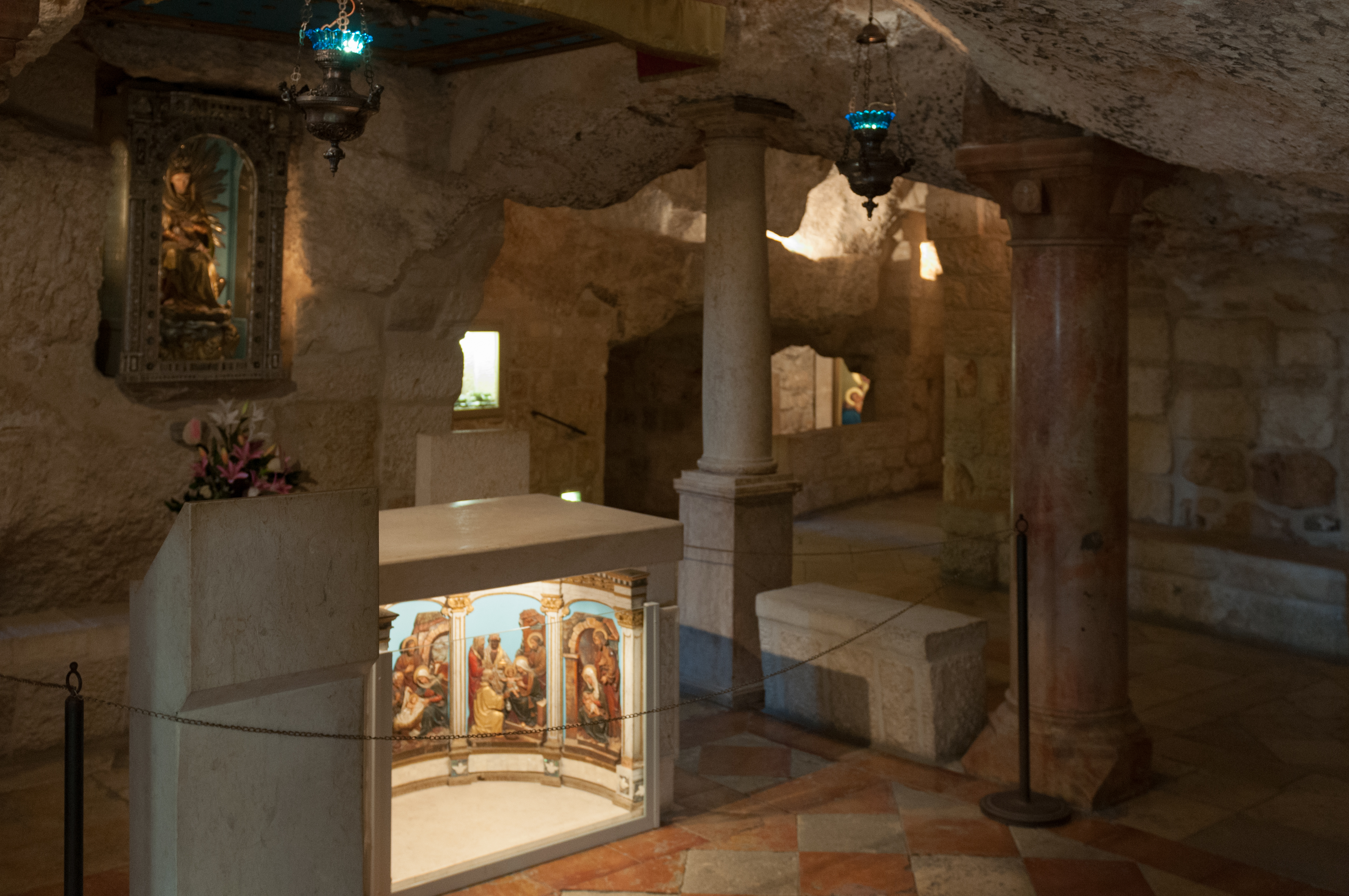
Vista del interior.

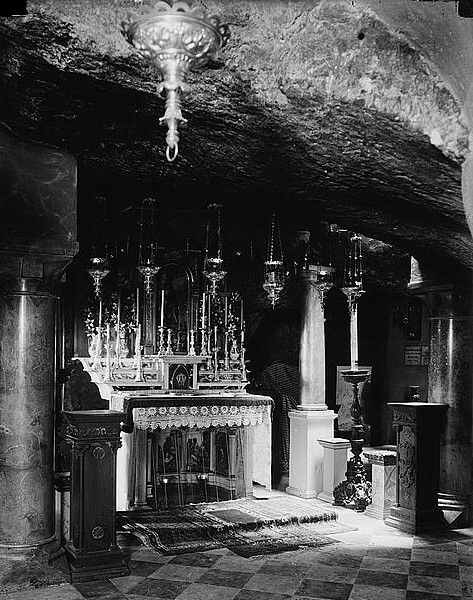
Estereograma de placa seca de la Gruta de la Leche tomada entre 1900 y 1920.

En el lugar se construyó una iglesia bizantina alrededor del siglo V, de la que solo quedan parte del mosaico en el piso de la actual iglesia católica. La estructura actual fue levantada en 1872.
El espacio en realidad tiene tres grutas o cuevas diferentes que son visitadas por algunas personas con la esperanza de curar a las parejas estériles, ya que la tradición dice que el santuario es un lugar donde se responde milagrosamente a las plegarias para tener hijos.